# Устименки
Устименки (укр. Устименки) — село,
Поповский сельский совет,
Зеньковский район,
Полтавская область,
Украина.
Код КОАТУУ — 5321384808. Население по переписи 2001 года составляло 28 человек.

## Географическое положение
Село Устименки находится на расстоянии в 1 км от села Заиченцы.
По селу протекает пересыхающий ручей с запрудой.
Рядом проходят автомобильные дороги Т-1706, Т-1710 и Р-42.